# Robert Jahoda
Robert Jahoda (Bochnia, 1er juin 1862 – Cracovie, 28 février 1947) est un relieur polonais.

## Collections
- Bibliothèque nationale de France
- Bibliothèque nationale (Pologne)